# Mirko Bernardi
Mirko Bernardi (ur. 16 lipca 1953 w Torrile) – włoski kolarz szosowy, srebrny medalista mistrzostw świata.

## Kariera
Największy sukces w karierze Mirko Bernardi osiągnął w 1977 roku, kiedy wspólnie z Dino Porrinim, Mauro De Pellegrinem i Vito Da Rosem zdobył srebrny medal w drużynowej jeździe na czas na mistrzostwach świata w San Cristóbal. Był to jednak jedyny medal wywalczony przez niego na międzynarodowej imprezie tej rangi. Ponadto w 1972 roku wygrał włoski Trofeo Mauro Pizzoli, a w 1977 roku jeden z etapów Tour de l’Avenir, ale całego wyścigu nie ukończył. Nigdy nie wystąpił na igrzyskach olimpijskich.